# Año bisiesto (película)
Año bisiesto es una película mexicana de 2010, dirigida por Michael Rowe. Protagonizada por Gustavo Sánchez Parra, Mónica del Carmen, Dagoberto Gama, Armando Hernández y Marco Zapata en los papeles principales.  

## Sinopsis
Laura (Mónica del Carmen), una mujer de Oaxaca que ha emigrado a la Ciudad de México, vive sola en un modesto apartamento, en el que trabaja como colaboradora para una editorial. Al margen de su trabajo, recibe esporádicamente la visita de su hermano menor y mantiene furtivos encuentros sexuales con amantes de una sola noche. Cierto día conoce a Arturo (Gustavo Sánchez Parra), un hombre que despierta en ella irrefrenables deseos masoquistas.

## Argumento
Laura es de Oaxaca y ha decidido viajar hasta la capital mexicana para dejar atrás su pasado. Allí está soltera, vive sola en un apartamento y trabaja como periodista y colaboradora en una editorial. Su vida está vacía y no le encuentra sentido a nada de lo que hace; aparte de las visitas de su hermano y de una serie de aventuras amorosas con amantes que comparten con ella una noche de pasión sin futuro hasta que conoce a Arturo un hombre con el que descubrirá en la primera vez que hacen el amor, los gestos que la conmueven profundamente ya que la toca en maneras que la abruman.
Entonces así comienza una relación intensa, apasionada y sexual en la que se mezclan el placer, el dolor y el amor. A medida que pasan los días, Laura tacha uno a uno los días en un calendario, y el pasado de la mujer vuelve a surgir revelando su pasado secreto y acosando a Arturo todo se lleva a cabo en febrero en un año bisiesto.

## Reparto
- Mónica del Carmen ... Laura
- Gustavo Sánchez Parra ... Arturo
- Dagoberto Gama ... Papa
- Diego Chas ... Hombre 1
- Jaime Sierra ... Hombre 2
- Armando Hernández ... Hombre 3
- Ernesto González ... Viejito
- Bertha Mendiola ... Viejita
- José Juan Meraz ... Novio de Vecina
- Ireri Solís ... Vecina
- Nur Rubio ... Cajera
- Marco Zapata ... Raul

## Premios
- 2010: Festival de Cannes; Ganador de la Cámara de Oro por Mejor Ópera Prima
- 2011: Premios Ariel; Ganador de Premio Ariel a la Mejor Opera Prima Michael Rowe, Ganadora de Premio Ariel a la Mejor Actriz Mónica del Carmen y nominación de Premio Ariel a Mejor Guion Original Lucía Carreras y Michael Rowe
- 2010: Festival du Nouveau Cinéma; Ganador del Golden Wolf (Lobo Dorado) por Best Film (Mejor Película)
- 2010: Festival Internacional de Cine de Toronto: Sección oficial de largometrajes a competición
- 2010: The São Paulo International Film Festival
- 2010: Festival de Cine de Londres
- 2010: Festival Internacional de Cine de Mar del Plata
- 2010: Festival Internacional de Cine de Chicago.[1]